# François van Boshuizen
Jonkheer François Florisz van Boshuizen (ook wel: Frans van Boshuijsen, circa 1511 - Utrecht, 12 oktober 1578) was een Nederlands baljuw, schout en admiraal. 
In 1544 werd Van Boshuizen aangesteld als schout van Texel. In 1547 volgde de aanstelling tot viceadmiraal van de Hollandse konvooieringsvloot voor de visserij als kapitein van De Ramen. In deze hoedanigheid maakte hij in 1558 een tocht naar de Oostzee.
In 1565 werd hij benoemd tot viceadmiraal van Holland. Vanaf mei 1568 commandeert hij als zodanig, dus in Spaans-Habsburgse dienst, tegen de opstandelingen. Als aanvoerder van het Hollandse eskader werd hij op 10 juli 1568 tijdens de Zeeslag op de Eems, de eerste zeeslag van de Tachtigjarige Oorlog, verslagen door de sterkere geuzenvloot van  vijftien schepen met zevenhonderd man aan boord. 
Desalniettemin wordt hij in 1569 benoemd tot luitenant-admiraal van Holland en West-Friesland, als opvolger van Antonie III van Bourgondië-Wackene.
In 1572, toen de watergeuzen snel grote delen van Holland overnamen, raakte hij krijgsgevangen bij Enkhuizen maar wist te ontsnappen. In de Slag op de Zuiderzee is hij een van de commandanten aan Habsburgse zijde. Hij wordt hierbij door zijn arm geschoten. Omdat hij in de slag de stadhouder, Maximiliaan van Hénin-Liétard graaf van Boussu, onvoldoende zou hebben bijgestaan wordt hij op 12 oktober 1573 uit de zeedienst ontslagen. 
Hij was de laatste Habsburgse luitenant-admiraal van Holland.